# Sawadowski-Canyon
Koordinaten: 64° 0′ S, 87° 22′ O
Der Sawadowski-Canyon ist ein Tiefseegraben in der Davissee vor der Leopold-und-Astrid-Küste des ostantarktischen Prinzessin-Elisabeth-Lands.
Benannt ist er nach Iwan Iwanowitsch Sawadowski (1780–1837), stellvertretender Kommandant an Bord der Wostok bei der ersten russischen Antarktisexpedition (1819–1821) unter der Leitung von Fabian Gottlieb von Bellingshausen.